# ヘドロ

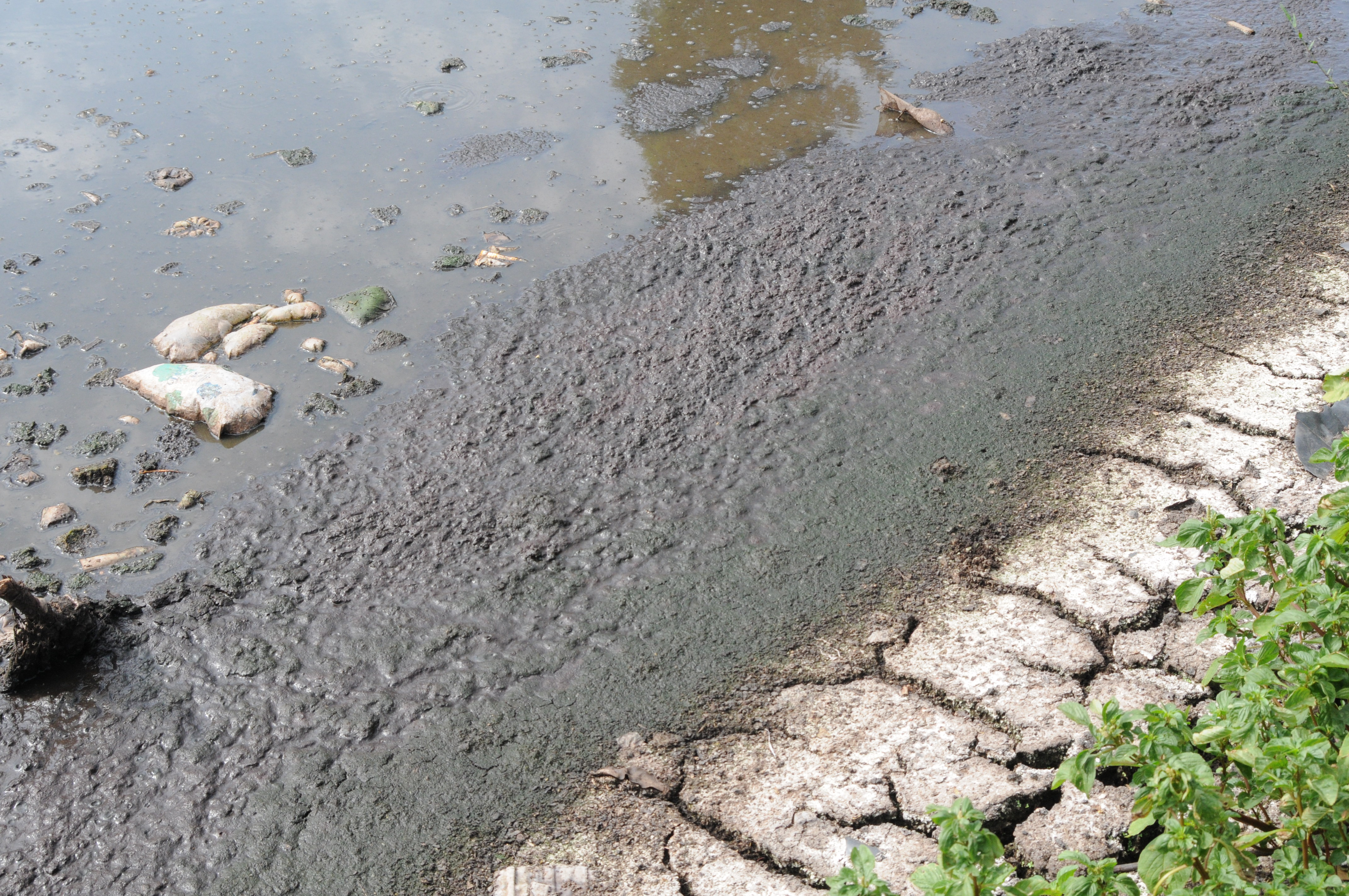
水辺のヘドロ

ヘドロとは、河川や沼、池や湖、海などの底に沈殿した有機物などを多く含む泥。底質の構成物の一種で河川底質を構成する場合もある。

## 語源
「ヘドロ」という語は和語だが、語源は定かでない。吐（）と泥（）の合成語だとか、灰泥（）、維泥（）が訛ったものだとか、神奈川県津久井郡の方言でぬかるみを意味する言葉が語源であるという説もある。屁泥とも書かれることがあるが、慣習的に片仮名で表記されることがほとんどである。

## 有害物質を含んだヘドロ
港湾部の干満の影響のある流れの緩やかな河川の底質には汚染物質が堆積していることが多い。近年各地で底質ダイオキシン類の環境基準を超過する事例が公開されるようになっており、関東の事例としては、埼玉県の古綾瀬川や東京都の横十間川などが発表されている。今後その下流側の底質汚染調査が進むにつれ汚染の状況が明らかになると予想される。特に、深度方向調査により高濃度のダイオキシン類が検出されることが多い。
主に、産業廃棄物など有害物質の混ざった汚泥を指すことが多い。ダイオキシン類の異性体パターン等を調べれば汚染原因者を特定することができ、島根県馬潟工業団地周辺水路においては、公害防止事業費事業者負担法に基づいて汚染原因者である産業廃棄物処理会社等から浄化対策費用を徴収している。
汚泥としてのヘドロは、悪臭などの問題が出ることがあり、公害のひとつとしても認識されている。有害物質の混ざらないものに関しては、そのまま、もしくは加工され、肥料として利用されることがあるが、様々な有害物質が含まれていることもあるため、十分な分析調査が必要である。
有害物質が含まれているものについては、焼き固めてレンガにすることで再利用することもある。

## ヘドロの滲出による水中生物環境の破壊
自然の状態ではヘドロは層として沈殿し、その上に砂礫層が被さるため、水中に浮遊することはない。海底の地殻変動や、人工的な要因（河砂・海砂の採取や、その他の水底工事）で水中に浮遊することがある。そのような場合には規模に応じて、エラ呼吸をする水中生物が窒息してしまい、死滅や、汚染水域からの忌避を招く。また、清浄な砂礫地を産卵場所として好む水中生物も多く、水底表面がヘドロによって汚染された場合、汚染水域での水中生物の激減を招くこともあり、漁獲高減少の原因となることもある。

## 河川・湖沼・沿岸域における栄養塩過多のヘドロ
粒径が細かいシルト分で構成されるだけでなく、含まれる有機物の量が過多で嫌気的になった場合にヘドロと呼ばれる。一般的に、底泥の強熱減量が13%を超えるかどうかが汚濁の目安とされている。浚渫などの対策が行われることも多いが、場合によっては浚渫窪地に再度有機物が溜まり、貧酸素化した窪地内にヘドロが溜まるという悪循環に陥る場合もある。流れが停滞しない場合、貧酸素化しにくいため、水の流れをつくる工夫が同時に行われることもある。

## バイオマス
主に土砂成分が少ないヘドロを原料としたバイオマスの少量生産と民生用化に西ヨーロッパ諸国、アメリカ、カナダ、オーストラリア、ニュージーランド、ロシアが成功している。ヘドロは有機物が水中微生物によって分解される過程でメタンガスを発生するため、発生したガスを集めて燃料としたり、また、ヘドロを乾燥させて固形燃料とすることができる。
人口過多による資源問題の対策になるほか、二酸化炭素の21～72倍の温室効果をもたらすメタン（詳細はメタン#温室効果ガスの項を参照のこと）を燃料として利用し、燃焼によって水と二酸化炭素に分解されることができる。